# 45519 Triebold
45519 Triebold è un asteroide della fascia principale. Scoperto nel 2000, presenta un'orbita caratterizzata da un semiasse maggiore pari a 3,0941895 au e da un'eccentricità di 0,0818452, inclinata di 18,03245° rispetto all'eclittica.